# Skorpios
Skorpios (Σκορπιός) je soukromý ostrov v Jónském moři. Nachází se na západním pobřeží Řecka, u východního pobřeží ostrova Lefkada. Ostrov je hustě zalesněný.

## Historie ostrova
Je známý hlavně jako soukromý ostrov, který dříve patřil řeckému rejdaři Aristotelu Onassisovi. Onassis koupil ostrov v roce 1962 a postupně na něm vybudoval své letní sídlo. Na tomto ostrově se oženil s Jacqueline Kennedyovou (20. října 1968). Po jeho smrti ostrov patřil jeho dceři Christině, po jejíž smrti jej zdědila její dcera Athina Roussel Onassis. V rodinné hrobce na ostrově jsou vedle Aristotela pohřbeni i jeho syn Alexander (zemřel při letecké nehodě) a dcera Christina (zemřela za nejasných okolností, zřejmě na předávkování). Na ostrově jsou vyhrazeny dvě malé pláže přístupné pro veřejnost.
V roce 2013 Athina Roussel Onassis ostrov Skorpios pronajala na 100 let za 100 miliónů anglických liber. Dlouhodobou nájemnicí se stala 25letá Jekatěrina Rybolovleva, jediná dcera ruského miliardáře Dmitrije Rybolovleva, který je mj. vlastníkem fotbalového klubu AS Monaco.